# 尼科二世
尼科二世（Necho II），古埃及第二十六王朝法老（公元前609年—公元前593年在位）。
继续执行其父普萨美提克一世发展贸易的政策。腓尼基水手在他的支持下完成了第一次环绕非洲的航行。尼科二世在位时，埃及完成了尼罗河—红海运河，但后来担心可能发生水位变化又将之放弃。
约公元前608年入侵巴勒斯坦和叙利亚，又帮助亚述残军反对新巴比伦；前605年，尼科二世企图支持将要灭亡的亚述帝国，遂出兵美索不达米亚。他在卡赫美士战役中败于新巴比伦国王尼布甲尼撒二世，被迫放弃在叙利亚和巴勒斯坦的领地。亚述终于灭亡。
前601年，尼科二世在埃及边境打败了入侵的尼布甲尼撒二世。